# Camporosso
Camporosso este o comună din regiunea Liguria, Italia.

Poziția în provincia Imperia

## Demografie
Camporosso - evoluția demografică

|  | Graficele sunt indisponibile din cauza unor probleme tehnice. Mai multe informații se găsesc la Phabricator și la wiki-ul MediaWiki. |

Date: Recensăminte sau birourile de statistică - grafică realizată de Wikipedia